# Gonzalo Castro (ur. 1987)
Gonzalo Castro Randón (ur. 11 czerwca 1987 w Wuppertalu) – były niemiecki piłkarz pochodzenia hiszpańskiego, który występował na pozycji obrońcy lub pomocnika. 
Przez jedenaście lat występował w niemieckim klubie Bayer Leverkusen. Kilkukrotny reprezentant reprezentacji Niemiec

## Kariera klubowa
Castro urodził się w Wuppertalu w rodzinie hiszpańskich emigrantów. Piłkarską karierę zaczynał w klubie Post SV Wuppertal, a następnie był zawodnikiem Viktorii Rott oraz Bayeru Wuppertal. W 1999 roku trafił do młodzieżowego zespołu Bayeru 04 Leverkusen, a w 2004 roku awansował do pierwszej drużyny, a w Bundeslidze zadebiutował w rundzie wiosennej, a konkretnie 23 stycznia 2005 w wygranym 3:0 wyjazdowym meczu z Hannover 96 (w 79. minucie zmienił Andrija Woronina). W całej rundzie Castro zagrał w 13 meczach (w tym 10 od pierwszych minut) oraz 1 w Lidze Mistrzów (1:3 z Liverpoolem). Z Bayerem zajął 6. miejsce w lidze. W sezonie 2005/2006 Gonzalo wystąpił w 21 meczach i w 5. drużynie ligi spisywał się udanie, będąc chwalonym przez dziennikarzy i uznanym za jedną z nadziei na przyszłość niemieckiej piłki. W sezonie 2006/2007 Castro jest podstawowym zawodnikiem klubu z Leverkusen i między innymi zdobył swoją pierwszą bramkę w 1. lidze – w 1. kolejce wygranego 3:0 meczu z Alemannią Akwizgran. Z Bayerem występuje też w Pucharze UEFA i dotarł z nim do ćwierćfinału. W listopadzie 2008 roku zainteresowanie nim wyraził Tottenham Hotspur oraz Valencia CF. 24 maja 2015 roku podpisał czteroletni kontrakt z Borussią Dortmund.
Złoty medalista Mistrzostw Europy U-21 2009.
1 lipca 2018 roku podpisał kontakt z niemieckim klubem VfB Stuttgart. 21 grudnia 2021 roku podpisał kontakt z Arminia Bielefeld.
16 września 2022 roku zakończył piłkarską karierę.

## Kariera reprezentacyjna
Castro ma podwójne obywatelstwo – niemieckie i hiszpańskie. Kilka lat temu przyjeżdżał na konsultacje juniorskiej reprezentacji Hiszpanii, jednak ostatecznie nie zagrał w niej ani jednego meczu. Zdecydował wówczas, że będzie grał dla reprezentacji Niemiec i niedługo potem trafił do młodzieżowej kadry U-21, z którą wystąpił na Młodzieżowych Mistrzostwach Europy U-21 w Portugalii, na których z Niemcami odpadł po fazie grupowej. Łącznie w kadrze U-21 wystąpił 7 razy.
W 2007 roku Castro został powołany przez Joachima Löwa do pierwszej reprezentacji Niemiec na mecz eliminacji Euro 2008 z reprezentacją Czech. W reprezentacji zadebiutował jednak kilka dni później, 28 marca w przegranym 0:1 meczu z Danią, gdy w 71. minucie zmienił Simona Rolfesa.

## Statystyki

### Klubowe
(aktualne na dzień 26 listopada 2023)
| Sezon   | Klub                           | Kraj   | Rozgrywki        | Mecze | Bramki |
| ------- | ------------------------------ | ------ | ---------------- | ----- | ------ |
| 2004/05 | Bayer 04 Leverkusen            | Niemcy | Bundesliga       | 13    | 0      |
| 2005/06 | Bayer 04 Leverkusen            | Niemcy | Bundesliga       | 21    | 0      |
| 2005/06 | Bayer 04 Leverkusen (amatorzy) | Niemcy | Regionalliga     | 12    | 4      |
| 2006/07 | Bayer 04 Leverkusen            | Niemcy | Bundesliga       | 26    | 3      |
| 2007/08 | Bayer 04 Leverkusen            | Niemcy | Bundesliga       | 33    | 1      |
| 2008/09 | Bayer 04 Leverkusen            | Niemcy | Bundesliga       | 27    | 2      |
| 2009/10 | Bayer 04 Leverkusen            | Niemcy | Bundesliga       | 29    | 1      |
| 2010/11 | Bayer 04 Leverkusen            | Niemcy | Bundesliga       | 23    | 3      |
| 2011/12 | Bayer 04 Leverkusen            | Niemcy | Bundesliga       | 31    | 2      |
| 2012/13 | Bayer 04 Leverkusen            | Niemcy | Bundesliga       | 31    | 6      |
| 2013/14 | Bayer 04 Leverkusen            | Niemcy | Bundesliga       | 30    | 5      |
| 2014/15 | Bayer 04 Leverkusen            | Niemcy | Bundesliga       | 22    | 2      |
| 2015/16 | Borussia Dortmund              | Niemcy | Bundesliga       | 25    | 3      |
| 2016/17 | Borussia Dortmund              | Niemcy | Bundesliga       | 28    | 3      |
| 2017/18 | Borussia Dortmund              | Niemcy | Bundesliga       | 19    | 0      |
| 2018/19 | VfB Stuttgart                  | Niemcy | Bundesliga       | 25    | 2      |
| 2019/20 | VfB Stuttgart                  | Niemcy | 2 Bundesliga     | 28    | 3      |
| 2020/21 | VfB Stuttgart                  | Niemcy | Bundesliga       | 26    | 4      |
| 2021/22 | Arminia Bielefeld              | Niemcy | Bundesliga       | 12    | 1      |
|         |                                |        | Łącznie w ligach | 395   | 33     |

### Reprezentacyjne
(aktualne na dzień 21 listopada 2023)
| Reprezentacja | Rok  | Mecze | Bramki |
| ------------- | ---- | ----- | ------ |
| Niemcy        |      |       |        |
| 2007          | 5    | 0     |        |
| Suma          | Suma | 5     | 0      |

| Mecze i gole w reprezentacji | Mecze i gole w reprezentacji | Mecze i gole w reprezentacji | Mecze i gole w reprezentacji | Mecze i gole w reprezentacji | Mecze i gole w reprezentacji | Mecze i gole w reprezentacji |
| Lp.                          | Data                         | Miejsce                      | Przeciwnik                   | Gol                          | Wynik                        | Rozgrywki                    |
| ---------------------------- | ---------------------------- | ---------------------------- | ---------------------------- | ---------------------------- | ---------------------------- | ---------------------------- |
| 1.                           | 28.03.2007                   | Duisburg, Niemcy             | Dania                        |                              | 0:1                          | towarzyski                   |
| 2.                           | 22.08.2007                   | Londyn, Anglia               | Anglia                       |                              | 2:1                          | towarzyski                   |
| 3.                           | 12.09.2007                   | Kolonia, Niemcy              | Rumunia                      |                              | 3:1                          | towarzyski                   |
| 4.                           | 13.10.2007                   | Dublin, Irlandia             | Irlandia                     |                              | 0:0                          | el. ME 2008                  |
| 5.                           | 21.11.2007                   | Frankfurt, Niemcy            | Walia                        |                              | 0:0                          | el. ME 2008                  |

## Sukcesy

### Borussia Dortmund
- Puchar Niemiec: 2016/2017
- Finalista Pucharu Niemiec: 2015/2016
- Wicemistrzostwo Niemiec: 2015/16
- Uczestnik Ligi Mistrzów: 2016/2017, 2017/18
- Uczestnik Ligi Europejskiej: 2017/18

### Bayer Leverkusen
- Wicemistrzostwo Niemiec: 2010/2011
- Uczestnik Ligi Mistrzów: 2004/05, 2011/12. 2013/14, 2014/15
- Uczestnik Ligi Europejskiej: 2010/11, 2012/13

### Reprezentacyjne
- Mistrzostwo Europy U-21: 2009[5]